# Бутіману
Бутіману (рум. Butimanu) — село у повіті Димбовіца в Румунії. Входить до складу комуни Бутіману.
Село розташоване на відстані 32 км на північний захід від Бухареста, 43 км на південний схід від Тирговіште, 109 км на південь від Брашова.

## Населення
За даними перепису населення 2002 року у селі проживали 1657 осіб.
Національний склад населення села:
| Національність | Кількість осіб | Відсоток |
| -------------- | -------------- | -------- |
| румуни         | 1652           | 99,7 %   |
| цигани         | 5              | 0,3 %    |

Рідною мовою назвали:
| Мова      | Кількість осіб | Відсоток |
| --------- | -------------- | -------- |
| румунська | 1652           | 99,7 %   |
| циганська | 5              | 0,3 %    |

## Уродженці
- Константин Презан, маршал Румунії, герой Першої світової війни.